# Zygonyx regisalberti
Zygonyx regisalberti är en trollsländeart som först beskrevs av Henri Schouteden 1934.  Zygonyx regisalberti ingår i släktet Zygonyx och familjen segeltrollsländor. IUCN kategoriserar arten globalt som livskraftig. Inga underarter finns listade i Catalogue of Life.